# دائرة حمر العين
دائرة حمر العين هي إحدى دوائر ولاية تيبازة الجزائرية.